# Rhopalocerus papuanus
Rhopalocerus papuanus is een keversoort uit de familie somberkevers (Zopheridae). De wetenschappelijke naam van de soort werd in 1988 gepubliceerd door Stanislaw Adam Ślipiński & Burakowski.